# Rua Almirante Cochrane
Rua Almirante Cochrane é um logradouro no bairro da Tijuca, no Rio de Janeiro.

## História
Uma obra de Carlos Sampaio, a extensão da Rua Mariz e Barros, realizada no século 19, não tardou a receber o nome de Rua Almirante Cochrane.
A escolha do nome foi uma homenagem ao marinheiro inglês Thomas John Cochrane, Marquês do Maranhão, nascido em Aunsfield, Hamilton, no ano de 1775. Cochrane entrou para a marinha em 1793. Sete anos depois comandava a corveta Speedy, com a qual apresou mais de 50 barcos naquela época.
Envolvido num processo na Inglaterra daquela época, que o acusava de divulgar notícias políticas com fins de especulação na Bolsa Londrina, Cochrane foi condenado e teve o seu nome apagado do quadro de oficiais da Marinha Inglesa. Em 1817, recebeu um convite do governo do Chile, para assumir o comando naval na luta armada pela consolidação da independência Chilena. Aceitou e durante suas batalhas teve a chance e capturou a capitânia espanhola Esmeralda, na baia de Callao. Cochrane tornou-se o terror dos navios espanhóis, e a sua ação desenvolveu e assegurou a independência do Peru e do Chile.
Em 1822, foi convidado pelo Império do Brasil, aceitando o convite se destacou como responsável pelas operações realizadas na costa do Nordeste brasileiro. Em 1823, recebeu do Dom Pedro I o título de Marquês do Maranhão.
Ficou no Brasil até meados de 1827, seguindo depois para a Grécia, onde assumiu o comando de todas as forças navais. Anos mais tarde, conseguiu retornar para a Inglaterra, quando teve a sua reabilitação no país por um indulto na coroa britânica na ocasião. Recuperou os títulos que lá possuía, Conde de Dundonald e Cavaleiro da Ordem de Bath, e passou a estudar problemas náuticos e mecânicos.
Morreu em Kensington, em 1860, deixando duas obras literárias: Narrative of Services in the Liberation of Chile, Peru and Brazil (1859) e Autobiography of a Seaman (1860).
Rua Almirante Cochrane - localizada no bairro da Tijuca e começa no cruzamento das Ruas São Francisco Xavier e Mariz e Barros e seu término ocorre junto a Rua Conde de Bonfim, onde se localiza a antiga Drogaria Granado. A denominação data de 1922, em homenagem ao Centenário da Independência do Brasil.
Antes do final dessa rua, em um triangulo central de divisória de ruas, há um monumento homenageando o Almirante Cochrane com Botonn gigante de seu rosto e uma placa indicativa, fixados em material granítico.
Devido à sua localização próxima à Praça Saens Peña, a rua possui um grande fluxo na movimentação de pedestres e de veículos leves e pesados. Diversas linhas de ônibus com destino à Zona Norte, Sul e Centro, passam pelo local.